# Mark Caljouw

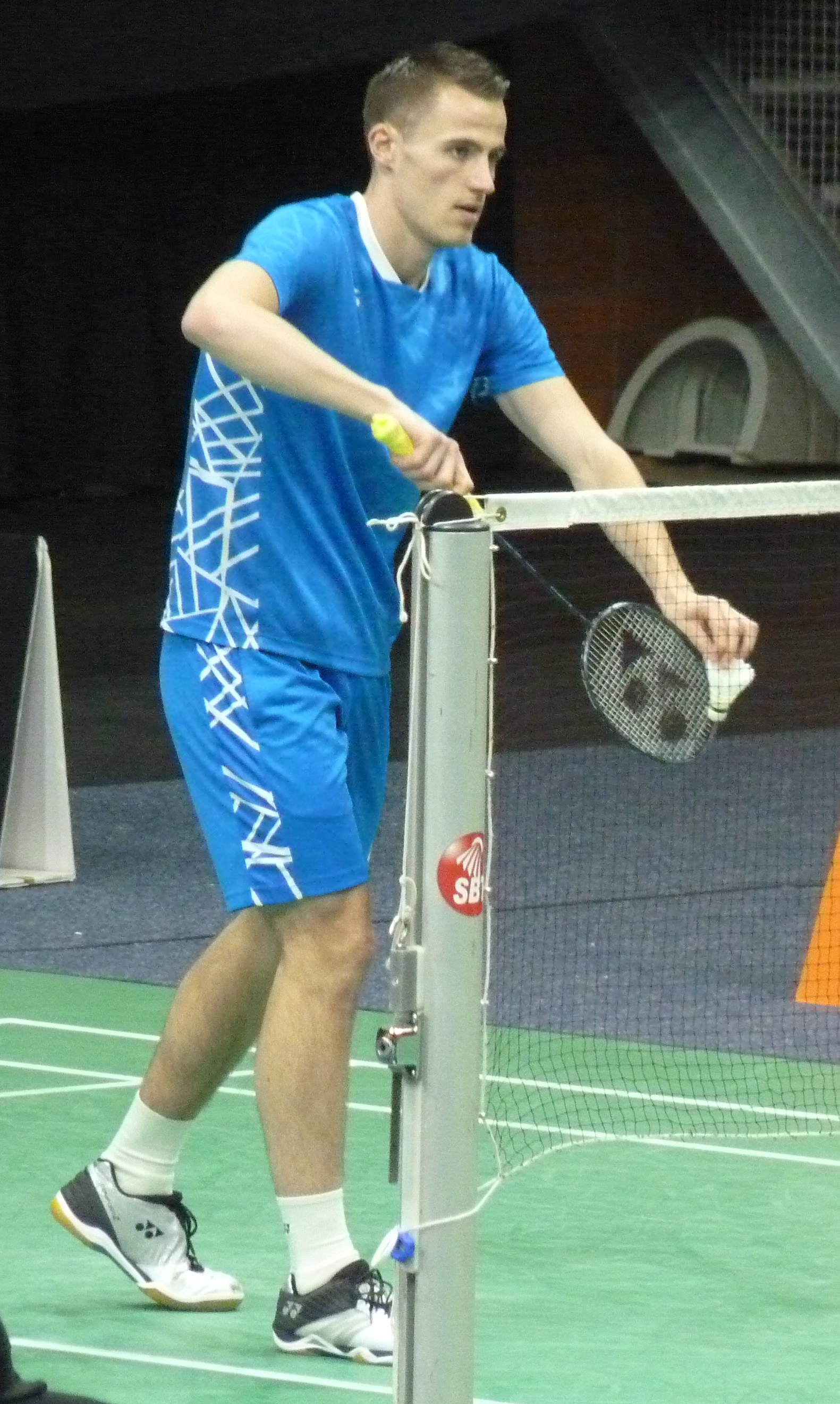
Mark Caljouw, 2019

Mark Caljouw (* 25. Januar 1995 in Rijswijk) ist ein niederländischer Badmintonspieler.

## Karriere
Mark Caljouw siegte bei den French International 2017 und den French International 2018. 2019 gewann er die Austrian International. 2021 qualifizierte er sich für die Olympischen Sommerspiele des gleichen Jahres.

## Sportliche Erfolge
| Saison | Veranstaltung                                  | Disziplin | Platz | Name                           |
| ------ | ---------------------------------------------- | --------- | ----- | ------------------------------ |
| 2007   | Niederländische Juniorenmeisterschaft U13 2007 | MD        | 2     | Mark Caljouw / Thomas Wijers   |
| 2008   | Niederländische Juniorenmeisterschaft U13 2008 | XD        | 1     | Mark Caljouw / Denise Hall     |
| 2008   | Niederländische Juniorenmeisterschaft U13 2008 | MD        | 1     | Mark Caljouw / Ruben Jille     |
| 2008   | Niederländische Juniorenmeisterschaft U13 2008 | MS        | 1     | Mark Caljouw                   |
| 2009   | Niederländische Juniorenmeisterschaft U15 2009 | MD        | 2     | Mark Caljouw / Robin Tabeling  |
| 2010   | Niederländische Juniorenmeisterschaft U15 2010 | MD        | 1     | Mark Caljouw / Jayme van Elten |
| 2010   | Niederländische Juniorenmeisterschaft U15 2010 | MS        | 1     | Mark Caljouw                   |
| 2010   | Niederländische Juniorenmeisterschaft U15 2010 | XD        | 1     | Mark Caljouw / Denise Hall     |
| 2011   | Niederländische Juniorenmeisterschaft U17 2011 | MS        | 1     | Mark Caljouw                   |
| 2011   | Niederländische Juniorenmeisterschaft U17 2011 | MD        | 2     | Mark Caljouw / Thomas Wijers   |
| 2012   | Niederländische Juniorenmeisterschaft U17 2012 | XD        | 1     | Mark Caljouw / Alida Chen      |
| 2012   | Niederländische Juniorenmeisterschaft U17 2012 | MS        | 1     | Mark Caljouw                   |
| 2012   | Niederländische Juniorenmeisterschaft U17 2012 | MD        | 1     | Mark Caljouw / Justin Teeuwen  |
| 2013   | European Junior Championships U19 2013         | MS        | 2     | Mark Caljouw                   |
| 2013   | Niederländische Juniorenmeisterschaft 2013     | MS        | 1     | Mark Caljouw                   |
| 2013   | Belgian Junior International 2013              | MS        | 1     | Mark Caljouw                   |
| 2013   | Belgian Junior International 2013              | MD        | 2     | Mark Caljouw / Justin Teeuwen  |
| 2014   | Niederländische Juniorenmeisterschaft 2014     | MS        | 1     | Mark Caljouw                   |
| 2014   | Niederländische Meisterschaft 2014             | MS        | 3     | Mark Caljouw                   |
| 2014   | Niederländische Juniorenmeisterschaft 2014     | MD        | 1     | Mark Caljouw / Justin Teeuwen  |
| 2015   | Niederländische Meisterschaft 2015             | MS        | 3     | Mark Caljouw                   |
| 2015   | Niederländische Meisterschaft 2015             | MD        | 3     | Mark Caljouw / Thomas Wijers   |
| 2015   | Estonian International 2015                    | MS        | 3     | Mark Caljouw                   |
| 2015   | Romania International 2015                     | MS        | 3     | Mark Caljouw                   |
| 2015   | Portugal International 2015                    | MS        | 3     | Mark Caljouw                   |
| 2016   | Dutch International 2016                       | MS        | 3     | Mark Caljouw                   |
| 2017   | Scottish Open 2017                             | MS        | 3     | Mark Caljouw                   |
| 2017   | Juniorenweltmeisterschaft 2017                 | MS        | 17    | Mark Caljouw                   |
| 2017   | Dutch Open 2017                                | MS        | 3     | Mark Caljouw                   |
| 2017   | Niederländische Meisterschaft 2017             | MS        | 1     | Mark Caljouw                   |
| 2017   | French International 2017                      | MS        | 1     | Mark Caljouw                   |
| 2018   | Niederländische Meisterschaft 2018             | MS        | 1     | Mark Caljouw                   |
| 2018   | French International 2018                      | MS        | 1     | Mark Caljouw                   |
| 2018   | US Open 2018                                   | MS        | 2     | Mark Caljouw                   |
| 2018   | Juniorenweltmeisterschaft 2018                 | MS        | 33    | Mark Caljouw                   |
| 2018   | All England 2018                               | MS        | 17    | Mark Caljouw                   |
| 2018   | Scottish Open 2018                             | MS        | 3     | Mark Caljouw                   |
| 2018   | Dutch Open 2018                                | MS        | 3     | Mark Caljouw                   |
| 2019   | Niederländische Meisterschaft 2019             | MS        | 1     | Mark Caljouw                   |
| 2019   | Austrian International 2019                    | MS        | 1     | Mark Caljouw                   |
| 2019   | Brazil International 2019                      | MS        | 3     | Mark Caljouw                   |
| 2019   | French International 2019                      | MS        | 3     | Mark Caljouw                   |
| 2020   | All England 2020                               | MS        | 17    | Mark Caljouw                   |
| 2021   | All England 2021                               | MS        | 3     | Mark Caljouw                   |